# Jump No. 1
Jump NO.1 è l'album di debutto della boy band giapponese Hey! Say! JUMP, pubblicato il 7 luglio 2010 dall'etichetta discografica J Storm. L'album è arrivato alla prima posizione della classifica Oricon degli album più venduti in Giappone.

## Tracce
1. Dreamer (Kota Yabu, Bounceback, Tetsuya Takahashi, Yasumasa Sato) - 4:27
2. Infinity (Hikaru Yaotome, Tomoyuki Uchida, Chokkaku, Kei Inoo (piano)) - 4:12
3. Hitomi no Screen (Chokkyu Murano, Koji Makaino, Masaya Suzuki) - 4:24
4. Shinku (Ryosuke Yamada, Fredrik Hult, Ola Larsson, Jonas Engstrand, H-Wonder) - 3:53
5. Ganbaretsugo! (Shoko Fujibayashi, Makoto, H-Wonder) - 3:09
6. Jounetsu JUMP (ma-saya, Bounceback, Motoki Funayama) - 3:37
7. Sumairu Songu/Smile Song (Yuri Chinen, Shusui, Hirofumi Sasaki, Tomoki Ishizuka, Ryutaro Morimoto (tambourine)) - 4:24
8. Memories (ma-saya, Yusuke Kato, Yasumasa Sato, Masao Tange) - 4:45
9. Dreams Come True (Yoji Kubota, Koji Makaino, Chokkaku) - 3:52
10. Time (Takaki Yuya, Shoichiro Hirata, Daiki Arioka, Eddy) - 3:22
11. Score (Kota Yabu, Yaotome Hikaru, Joey Carbone, Steven Lee, Wataru Maeguchi, Masao Tange) - 4:10
12. Your Seed (ma-saya, H-Wonder, Ha-j) - 3:23
13. Ai☆Sukuriimu/Love☆Scream (Yaotome Hikaru, Yaotome Hikaru, Takeshi Isozaki, Taku Yoshioka, Keito Okamoto (guitar)) 2:29
14. Mayonaka no Shadow Boy (ma-saya, Koji Makaino, Tomoki Ishizuka) - 3:51
15. Dash!! (Yuto Nakajima, Kazuhiro Hara, Yoshimasa Kawabata, Akio Shimizu) - 4:02
16. Ultra Music Power (MSS, Koji Makaino, Chokkaku) - 4:12
17. Thank You: Bokutachi kara kimi e/Thank you:From us to you (Hey! Say! JUMP, Steven Lee, Motoki Funayama) - 4:27